# Volturnus
Volturnus war in der römischen Religion ein Gott der fließenden Gewässer.
Vermutlich ist er aus einem samnitischen Kult entstanden. Andere Quellen setzen ihn mit dem Tiber gleich. 
Sein Fest, die Volturnalia, wurde am 27. August gefeiert. Er besaß einen eigenen flamen als Priester (flamen Volturnalis).